# Ilhéu do Poilão
Ilhéu do Poilão är en ö i Guinea-Bissau. Den ligger i den sydvästra delen av landet, 110 km söder om huvudstaden Bissau.